# Карабаки, Манавел Александрович
Манавел Александрович Карабаки (1912 год, Кутаисский уезд, Кутаисская губерния, Российская империя — неизвестно, Маяковский район, Грузинская ССР) — звеньевой колхоза имени Бакрадзе Маяковского района, Грузинская ССР. Герой Социалистического Труда (1950).

## Биография
Родился в 1923 году в крестьянской семье в одном из сельских населённых пунктов Кутаисского уезда. С раннего возраста трудился в сельском хозяйстве. Во время коллективизации вступил в колхоз имени Бакрадзе Маяковского района. В послевоенные годы возглавлял звено виноградарей.
В 1949 году звено под его руководством собрало в среднем с каждого гектара по 110,7 центнеров винограда с площади 3 гектара. Указом Президиума Верховного Совета СССР от 5 сентября 1950 года удостоен звания Героя Социалистического Труда за «получение высоких урожаев винограда в 1949 году» с вручением ордена Ленина и золотой медали «Серп и Молот» (№ 5674).
Этим же Указом званием Героя Социалистического Труда были награждены труженики колхоза имени Бакрадзе бригадиры Александр Иванович Енделадзе, Калистрат Фомич Карабаки и звеньевые Душико Михайлович Майсурадзе.
После выхода на пенсию проживал в Маяковском районе. Дата смерти не установлена.
Награды
- Герой Социалистического Труда
- Орден Ленина
- Орден Трудового Красного Знамени (05.07.1951)